# Blue Mountains (Stany Zjednoczone)

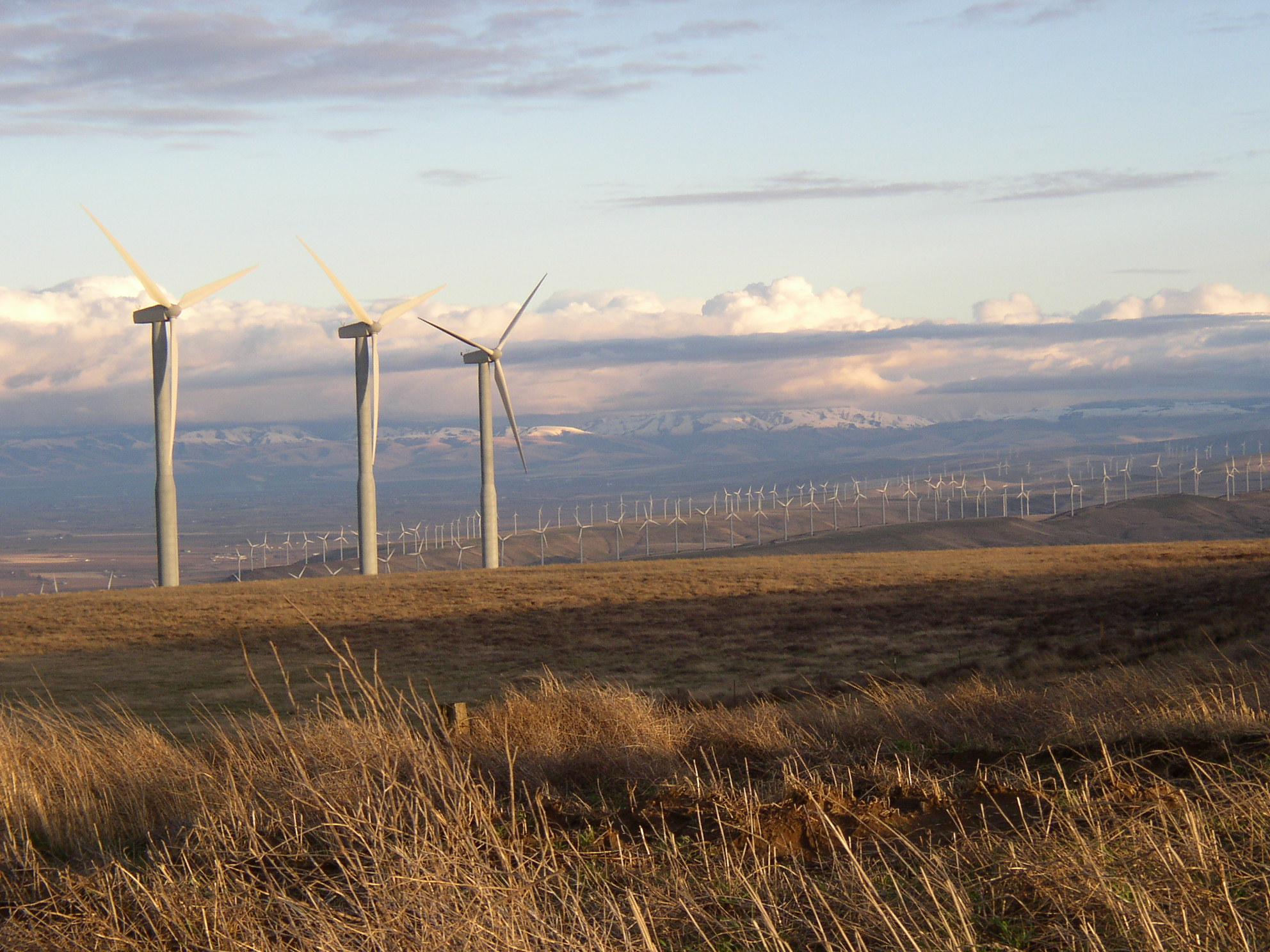
Pasmo Blue Mountains w stanie Waszyngton

Blue Mountains – pasmo górskie na zachodzie Stanów Zjednoczonych, głównie w północno-wschodnim Oregonie i południowo-wschodnim Waszyngtonie. Pasmo obejmuje obszar 10 500 km², biegnąc na wschód i południowy wschód od Pendleton w Oregonie ku rzece Snake na granicy z Idaho. Blue Mountains zamieszkuje największy żywy organizm na ziemi, grzyb  Armillaria solidipes.
Geologicznie pasmo jest częścią obszernej Wyżyny Kolumbijskiej, wznoszącej się w Oregonie na wschód od Gór Kaskadowych. Najwyższymi szczytami pasma są Elkhorn Mountains, których wierzchołek sięga 2776 m n.p.m., góra Strawberry (2755 m n.p.m.) i Mount Ireland (2531 m n.p.m.). Pobliskie pasmo gór Wallowa Mountains, leżące na wschód od Blue Mountains nad rzeką Snake, jest czasami uznawane za odgałęzienie głównego pasma.
Doliny rzek i dolne partie zboczy górskich od tysięcy lat zamieszkiwane były przez plemiona indiańskie. Byli to Indianie Walla Walla, Kajusowie i Umatilla, obecnie wspólnie zamieszkujący rezerwat Indian w hrabstwie Umatilla.
W połowie XIX wieku Blue Mountains stanowiły ostatnią poważną przeszkodę dla osadników wędrujących po szlaku oregońskim przed dotarciem do południowowschodniego Waszyngtonu w okolicach miasta Walla Walla, lub do końca szlaku w Willamette Valley w pobliżu Oregon City. Dzisiaj pasmo przecina droga międzystanowa nr 84, która pokonuje przełęcz na wysokości 1278 metrów.